# Грече
Грече (иногда Гречно) или также Пухновское или Липицкое — озеро в Пухновской волости Куньинского района Псковской области.
Площадь — 2,8 км² (178,0 га). Максимальная глубина — 5,4 м, средняя глубина — 2,3 м.
Вблизи озера расположены деревни Пухново и Липицы.
Проточное. Относится к бассейну реки Усвяча, притока реки Западная Двина.
Тип озера лещово-плотвичный. Массовые виды рыб: щука, плотва, окунь, лещ, густера, красноперка, язь, ерш, линь, карась, вьюн, щиповка, пескарь, налим (в 1960—1970-е годы встречался судак).
Для озера характерно: отлогие и низкие, местами заболоченные берега, в прибрежье — луга, поля, болото, мелколесье; в центре — ил, в литорали — песок, песок с глиной, галька, камни, заиленный песок; редкие локальные заморы.